# 金塔纳维德斯
金塔纳维德斯，是西班牙卡斯蒂利亚-莱昂布尔戈斯省的一个市镇。总面积12平方公里，总人口84人（2001年），人口密度7人/平方公里。